# Baronia de Granera
La baronia de Granera fou, encara amb el títol de senyoria un dels feus primigenis de l'actual comarca del Moianès. El castell es conserva en part, ja que ha estat consolidat i en part refet pels seus actuals propietaris. Les possessions de la senyoria, després baronia, de Granera s'estenien per la quasi totalitat de l'actual terme municipal de Granera.

## Història
El castell de Granera (Castrum de Granaria) està documentat des del 971, quan pertanyia al comtat de Manresa. De jurisdicció reial, el 1023 la comtessa de Barcelona, Ermessenda, empenyorà el castell de Granera al seu fill Berenguer Ramon I com a garantia de pau. També els mateixos anys, abans del 1025, la mateixa comtessa l'infeudà a favor de Guifré de Balsareny o del seu fill Bernat Guifré. Aquest darrer el llegà el 1046 a Guisla, a través de la qual passà a la casa vescomtal de Barcelona. A finals del segle xii els vescomtes barcelonins el cediren a Albert de Castellvell, però al cap de poc en recuperaven el domini. Ja al segle xiii fou infeudat als Bell-lloc, i més tard als Gravalosa, que en consten senyors entre 1310 i 1345. El 1375 se'n feu amo i senyor Pere de Planella, moianenc, que era conseller reial. El rei li va vendre el ple domini, jurisdicció i drets.
Pertangué als de Planella, també senyors de Castell de Clarà i Castellnou de la Plana (del terme de Moià) i Castellcir, emparentats amb els de Planella de Talamanca i Calders, i a finals del segle xvi fou venut als Despalau, fins que el 1642 Maria de Despalau el va vendre a Jacint de Sala i Cervera, ciutadà honrat de Barcelona. Esdevingué seu de baronia per concessió de Felip IV de Castella el 17 de juliol del 1643. Posteriorment castell i títol passà altre cop als Planella, després als Amat i més tard als Castellbell, sempre per aliances matrimonials. Actualment, aquest títol nobiliari està en mans del Marquès de Castellbell, com la resta de baronies esmentades.

## Barons de Granera
A partir de l'any 1600 Antoni Despalau i Sunyer consta com a Senyor de Granera. Era fill del baró de Voltrera, i obtingué la senyoria en feu honrat i jurisdicció civil i criminal. Casat amb Anna Desvalls i de Relat, també de família aristocràtica, tingueren com a fill Josep Despalau i Desvalls, que era baró de Voltrera. Morí sense descendència, i llegà en testament la senyoria de Granera a la seva cosina germana Maria Despalau i de Xetmar, investida el 5 de març del 1640. Era filla de Joan Despalau i Sunyer i d'Elisabet de Xetmar i de Sanespleda. Aquesta vengué títol i castell a Jacint de Sala i Cervera, ciutadà honrat de Barcelona i cavaller de l'Orde de Montesa. El 17 de juliol del 1643 el rei Felip IV de Castella li atorgà la baronia de Granera.
Jacint de Sala i Cervera llegà en testament la baronia i les seves terres a la seva filla, Maria de Sala i Fontanelles, segona baronessa de Granera. Morí sense descendència el 1670, i en testament atorgat el 1667 llegà Granera al seu segon marit, Joan Baptista de Planella-Cruïlles i de Vila, tercer baró, doncs, de Granera, investit com a tal el 9 de juny del 1677, i senyor de Castellcir. El succeí el seu fill Pere de Planella i Dusai (1675-1738), fill de la cinquena dona del seu pare (Maria de Sala havia estat la segona), quart baró de Granera, senyor de Castellcir i regidor perpetu de Barcelona. Casat amb Maria Anna de Teixidor i Riber, engendraren Bonaventura de Planella i de Teixidor, investit baró el 10 de setembre del 1762.
Casat amb Maria Teresa de Llar i de Verthamon, tercera comtessa de Llar, senyora de Toès, Foncet, la Guàrdia, Serdinyà, Flaçà i Marinyà, tingueren entre els seus fills Francesc Gaietà de Planella i de Llar, quart comte de Llar, sisè baró de Granera i senyor de Castellcir. Mort el 1795, estava casat amb Maria Antònia de Fivaller i de Bru. Llur fill, Antoni de Planella i de Fivaller (1777-1808), setè baró de Granera, morí solter a la batalla de Tudela. La baronia passà al seu germà gran, Gaietà de Planella i de Fivaller (1776-1863), cinquè comte de Llar, vuitè baró de Granera, senyor de Castellcir i de la resta de senyorius del Conflent i de l'Empordà que havien heretat de la seva àvia, abans esmentats. Fou el final de la dinastia dels de Planella, que s'extingiren amb ell, ja que morí sense descendència ni parents immediats.
Rebé la baronia un parent llunyà, Gaietà Maria d'Amat i d'Amat, mort el 1868 sense fills, que, a més de novè baró de Granera era el cinquè marquès de Castellbell, el sisè marquès de Castellmeià i el quart baró de Maldà i Maldanell, a més de senyor de Castellcir. Els seus títols i possessions passaren al seu nebot, Joaquim de Càrcer i d'Amat, sisè marquès de Castellbell i setè de Castellmeià, desè baró de Granera i senyor de Castellcir (per citar només el títol principal i els dos del Moianès). Mort el 1928 sense descendència, el títol i les terres passaren a mans de la seva neboda, Maria Dolors de Càrcer i de Ros, setena marquesa de Castellbell, onzena baronessa de Granera i senyora de Castellcir, morta el 1939. Casada amb de Vilallonga, la succeí el seu fill, Salvador de Vilallonga i de Càrcer, vuitè marquès de Castellbell i dotzè baró de Granera, a més de senyor de Castellcir i d'altres senyorius.
El succeí el seu fill, el polifacètic José Luis de Vilallonga y Cabeza de Vaca (1920-2007), 9è marquès de Castellbell i 13è baró de Granera, del qual el 2007 n'era successor Juan Alfonso Stephen de Vilallonga y Scott-Ellis, 10è marquès de Castellbell i 14è baró de Granera, que és el possessor de la baronia el 2011.